# Llíria
Llíria – gmina w Hiszpanii, w prowincji Walencja, we wspólnocie autonomicznej Walencja, o powierzchni 227,98 km². W 2011 roku liczyła 23 542 mieszkańców.